# Jinji, Anhui
Jinji (kinesiska: 金集) är en köping i östra Kina. Den ligger i Tianchang i staden Chuzhou i provinsen Anhui,  omkring 180 kilometer nordost om provinshuvudstaden Hefei. Antalet invånare är 30 923. Befolkningen består av 15 732 kvinnor och 15 191 män. Barn under 15 år utgör 16,0 %, vuxna 15-64 år 71 %, och äldre över 65 år 12,0 %.